# Amphipogon flavum
Amphipogon flavum är en tvåvingeart som beskrevs av Zetterstedt 1838. Amphipogon flavum ingår i släktet Amphipogon och familjen ostflugor. Arten är reproducerande i Sverige. Inga underarter finns listade i Catalogue of Life.